# Guardiagrele
Guardiagrele – miejscowość i gmina we Włoszech, w regionie Abruzja, w prowincji Chieti.
Według danych na rok 2019 gminę zamieszkiwały 8849  osoby, 156,9 os./km².